# Dolnja Prekopa
Dolnja Prekopa – wieś w Słowenii, w gminie Kostanjevica na Krki. W 2018 roku liczyła 240 mieszkańców.